# Кубок Словаччини з футболу 2000—2001
Кубок Словаччини з футболу 2000–2001 — 8-й розіграш кубкового футбольного турніру в Словаччині. Титул вдруге поспіль здобув Інтер (Братислава).

## Календар
| Раунд            | Дата                      | Матчі | Клуби   |
| ---------------- | ------------------------- | ----- | ------- |
| Попередній раунд | 25-26 липня/2 серпня 2000 | 12    | 38 → 32 |
| 1/16 фіналу      | 19-20 вересня 2000        | 16    | 32 → 16 |
| 1/8 фіналу       | 7-21 листопада 2000       | 8     | 16 → 8  |
| 1/4 фіналу       | 21-29 листопада 2000      | 4     | 8 → 4   |
| 1/2 фіналу       | 13 березня/3 квітня 2001  | 4     | 4 → 2   |
| Фінал            | 8 травня 2001             | 1     | 2 → 1   |

## 1/16 фіналу
| Команда 1                   | Рахунок      | Команда 2                       |
| --------------------------- | ------------ | ------------------------------- |
| 19 вересня 2000             |              |                                 |
| Девін (2)                   | 1:1 пен. 3:5 | Інтер (Братислава)              |
| Сениця (2)                  | 0:0 пен. 6:7 | Коба (Сенець) (2)               |
| Нове Замки (3)              | 1:2          | Слован                          |
| Банік (Прєвідза) (2)        | 0:0 пен. 2:4 | Артмедія                        |
| Славой (Требішов) (3)       | 1:3          | Гуменне (2)                     |
| Подберезова (2)             | 2:0          | Матадор (Пухов)                 |
| 20 вересня 2000             |              |                                 |
| Слован-2 (3)                | 1:1 пен. 3:4 | Спартак (Трнава)                |
| Новаки (2)                  | 4:0          | Нітра (2)                       |
| ВіОн (Злате Моравце) (3)    | 0:0 пен. 5:3 | ДАК 1904 (Дунайська Стреда) (2) |
| Топольчани (2)              | 1:2          | Оцета Дукла Тренчин             |
| Чаня (3)                    | 2:2 пен. 5:4 | Татран (Пряшів)                 |
| Ж'яр-над-Гроном (3)         | 0:0 пен. 4:2 | Кошице                          |
| Бардіїв (2)                 | 0:2          | Жиліна                          |
| Рімавска Собота (2)         | 0:0 пен. 3:1 | Дубниця                         |
| Стіл Транс (Личартовце) (2) | 2:2 пен. 3:4 | Дукла (2)                       |
| Петрохема (Дубова) (3)      | 0:2          | Ружомберок                      |

## 1/8 фіналу
| Команда 1                | Рахунок      | Команда 2           |
| ------------------------ | ------------ | ------------------- |
| 7 листопада 2000         |              |                     |
| Коба (Сенець) (2)        | 1:1 пен. 4:2 | Слован              |
| Жиліна                   | 0:2          | Дукла (2)           |
| Ж'яр-над-Гроном (3)      | 2:1          | Рімавска Собота (2) |
| Гуменне (2)              | 5:0          | Спартак (Трнава)    |
| 8 листопада 2000         |              |                     |
| Ружомберок               | 4:1          | Чаня (3)            |
| ВіОн (Злате Моравце) (3) | 0:0 пен. 3:5 | Артмедія            |
| Оцета Дукла Тренчин      | 1:2          | Подберезова (2)     |
| 21 листопада 2000        |              |                     |
| Новаки (2)               | 1:1 пен. 3:4 | Інтер (Братислава)  |

## 1/4 фіналу
| Команда 1           | Рахунок      | Команда 2          |
| ------------------- | ------------ | ------------------ |
| 21 листопада 2000   |              |                    |
| Подберезова (2)     | 2:1          | Дукла (2)          |
| Ж'яр-над-Гроном (3) | 2:1          | Гуменне (2)        |
| 22 листопада 2000   |              |                    |
| Артмедія            | 2:3          | Ружомберок         |
| 21 листопада 2000   |              |                    |
| Коба (Сенець) (2)   | 0:0 пен. 2:4 | Інтер (Братислава) |

## 1/2 фіналу
| Команда 1                | Заг. | Команда 2          | 1-й матч | 2-й матч |
| ------------------------ | ---- | ------------------ | -------- | -------- |
| 13 березня/3 квітня 2001 |      |                    |          |          |
| Подберезова (2)          | 0:2  | Інтер (Братислава) | 0:2      | 0:0      |
| Ж'яр-над-Гроном (3)      | 2:7  | Ружомберок         | 1:5      | 1:2      |

## Фінал
| 8 травня 2001 |

| Інтер (Братислава) | 1:0      | Ружомберок |
| ------------------ | -------- | ---------- |
| Немет 90'          | Протокол |            |

| Місцевий стадіон, Дубниця-над-Вагом Глядачів: 5 200 Арбітр: Едуард Ціхий |